# Oficerska Szkoła Polityczna
Oficerska Szkoła Polityczna im. Ludwika Waryńskiego (OSPolit) – szkoła ludowego Wojska Polskiego kształcąca kandydatów na oficerów politycznych.

## Historia szkoły
Szkoła została utworzona 1 listopada 1946 w wyniku przemianowania Centralnej Szkoły Oficerów Polityczno-Wychowawczych (CSOPW) w Łodzi. Jej poprzedniczka, Szkoła Oficerów Polityczno-Wychowawczych powstała 15 lipca 1944 w Boguni pod Żytomierzem w oparciu o Kurs Oficerów Polityczno-Wychowawczych i Frontowe Kursy Oficerskie. 
Szkoła przygotowywała oficerów polityczno-wychowawczych na stanowiska zastępców dowódców kompanii i batalionów ds. polityczno-wychowawczych. Kandydatów do szkoły rekrutowano spośród podoficerów i szeregowych oraz członków organizacji młodzieżowych. W 1946 etatowo było w niej 500 podchorążych. Okres kształcenia wynosił początkowo dwa lata, a od 1947 trzy lata.
9 października 1954 roku Minister Obrony Narodowej nadał Oficerskiej Szkole Politycznej imię Ludwika Waryńskiego.
W 1956 szkoła została rozformowana. W jej miejsce powstał Ośrodek Szkolenia Oficerów Politycznych, który w 1957 przekształcono w Wojskowy Ośrodek Szkolenia Ogólnokształcącego nr 1. W 1963 ponownie utworzono Ośrodek Szkolenia Oficerów Politycznych, który w 1977 przemianowano na Centrum Szkolenia Oficerów Politycznych.

## Struktura organizacyjna w 1946
- komenda i sztab
- oddział naukowy
- oddział liniowy
- wydział polityczno-wychowawczy
- cykl nauk politycznych
- cykl wyszkolenia wojskowego
- dwa bataliony podchorążych
- oficerski batalion doszkolenia
- batalion kandydatów
- kwatermistrzostwo
- oddział finansowy

## Kadra szkoły
- komendant – płk Mieczysław Melenas
- zastępca komendanta do spraw politycznych – ppłk Józef Celica (I 1948 – VI 1949)